# كارلا أسبرتسا
كارلا أسبرتسا (بالإنجليزية: Carla Esparza)‏ هي فنانة الدفاع عن النفس أمريكية وإكوادورية، ولدت في 10 أكتوبر 1987 في توررانسي في الولايات المتحدة.

## وصلات خارجية
- كارلا أسبرتسا على موقع يو إف سي (الإنجليزية)
- كارلا أسبرتسا على موقع بيلاتور (الإنجليزية)
- كارلا أسبرتسا على موقع شيردوغ (الإنجليزية)
- كارلا أسبرتسا على موقع Tapology.com (الإنجليزية)
- كارلا أسبرتسا على موقع فايت ماتريكس (الإنجليزية)
- كارلا أسبرتسا على موقع إي إس بي إن (الإنجليزية)
- كارلا أسبرتسا على موقع IMDb (الإنجليزية)
- كارلا أسبرتسا على موقع قاعدة بيانات الفيلم (الإنجليزية)